# Suddivisioni del Brasile
Il Brasile è suddiviso amministrativamente in 26 Stati federati più il Distretto Federale, dove si trova la capitale Brasilia. Ogni Stato è diviso a sua volta in più di 5 500 comuni.

## Stati
Il Brasile è un'unione federale di 26 Stati più un Distretto Federale, che ospita la capitale Brasilia. Gli Stati hanno confini in parte storici e in parte convenzionali, che poi si sono modificati nei secoli.

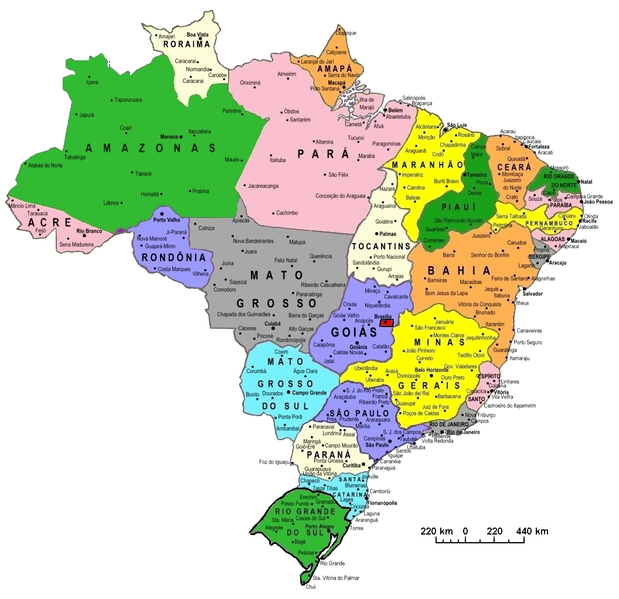
Carta politica del Brasile

## Comuni

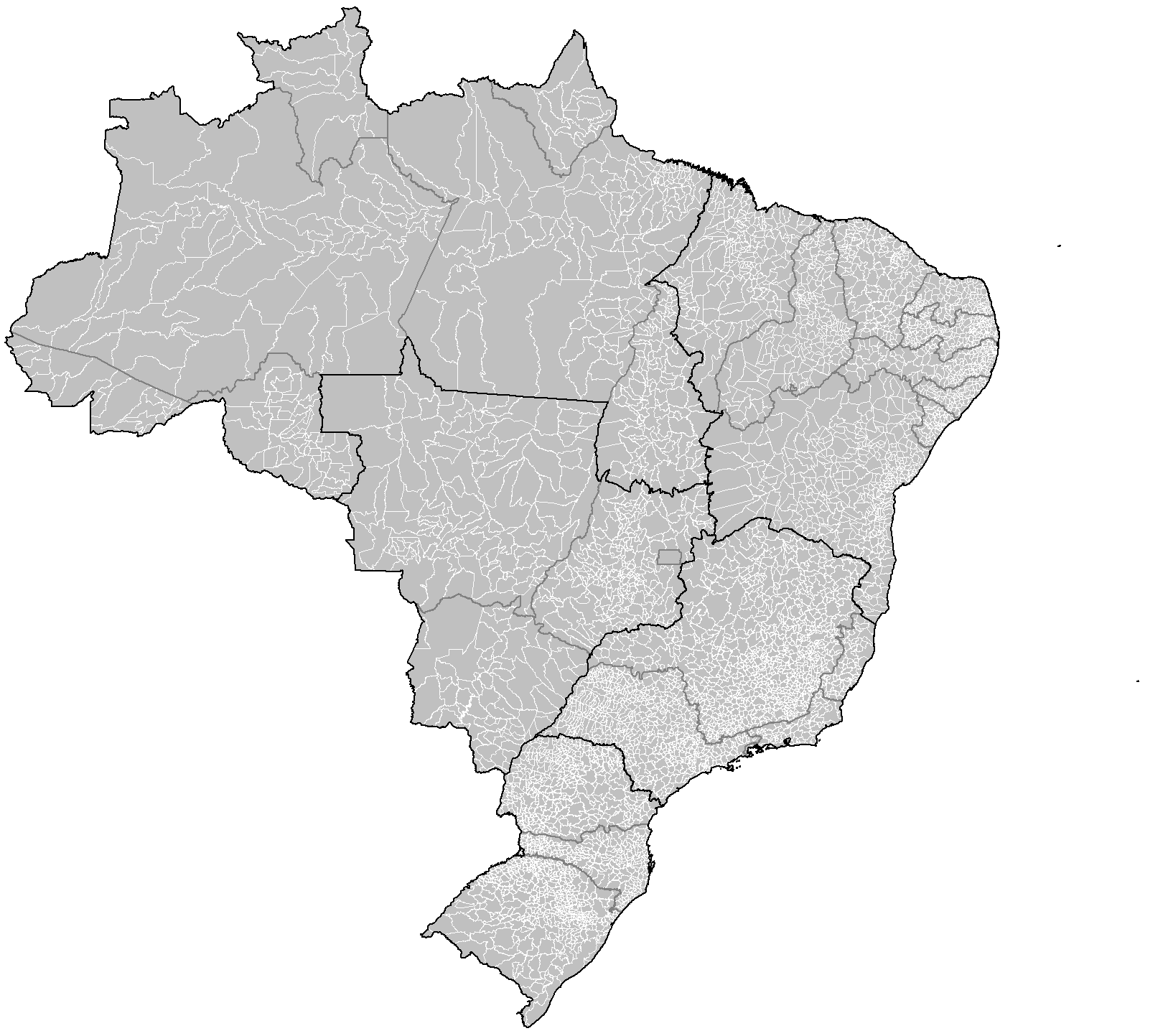
La distribuzione dei comuni brasiliani

I comuni sono la più piccola unità politica autonoma del Brasile. Nei limiti stabiliti dalla Costituzione del 1988 possiedono auto-amministrazione, autogoverno e auto-organizzazione. La stessa costituzione definisce quali tributi possono essere raccolti dai comuni.
Ogni comune ha la sua propria Lei Orgânica che definisce la sua organizzazione politica, limitata dalla Costituzione Federale.
La maggioranza dei comuni e della popolazione è situata presso le zone costiere, specialmente nelle regioni Sudest e Sud. In totale, sono presenti circa 5 500 comuni su tutto il territorio nazionale, alcuni con popolazione superiore a quella di vari Stati nazionali (la città di San Paolo conta circa 11 milioni di abitanti), alcuni più estesi di molti Stati nazionali (Altamira nello Stato del Pará è quasi due volte più grande del Portogallo).

## Altre suddivisioni
Il territorio brasiliano è solito essere diviso in tre grandi regioni geoeconomiche e in cinque regioni, ognuna delle quali raggruppa alcuni Stati federati.
Esistono poi altre suddivisioni dette mesoregioni e microregioni di dimensioni minori rispetto agli Stati e maggiori rispetto ai comuni, che sono state create solo a fini statistici, dal 1989 al 2017.
Dal 2017 sono sostituite dalle aree geografiche intermedie e immediate (Regiões geográficas intermediárias e imediatas).

Le regioni geoeconomiche
Le regioni geografiche